# Ahmad Baba (cràter)
Ahmad Baba és un cràter d'impacte de 126 km de diàmetre de Mercuri. Porta el nom de l'escriptor sudanés Ahmad Baba (1556-1627), i el seu nom va ser aprovat per la Unió Astronòmica Internacional el 1979.